# Preiskovalna komisija o ugotavljanju zlorab v slovenskem bančnem sistemu ter ugotavljanju vzrokov in odgovornosti za že drugo sanacijo bančnega sistema v samostojni Sloveniji
Preiskovalna komisija o ugotavljanju zlorab v slovenskem bančnem sistemu ter ugotavljanju vzrokov in odgovornosti za že drugo sanacijo bančnega sistema v samostojni Sloveniji je preiskovalna komisija, ki deluje v mandatu 7. Državnega zbora Republike Slovenije.
Na predlog Slovenske demokratske stranke so poslanci o ustanovitvi preiskovalne komisije glasovali leta 2015 na 7. redni seji.

## Poročila komisije
Državni zbor je 22. novembra 2016 obravnaval Vmesno poročilo o opravljeni parlamentarni preiskavi v zvezi s Factor banko, d.d, Probanko, d.d. in Banko Slovenije.
Državni zbor je 26. septembra 2017 obravnaval Vmesno poročilo o opravljeni parlamentarni preiskavi v zadevi »Farrokh«.
Končno poročilo Preiskovalne komisije o ugotavljanju zlorab v slovenskem bančnem sistemu ter ugotavljanju vzrokov in odgovornosti za že drugo sanacijo bančnega sistema v samostojni Sloveniji, je bilo obravnavano na 58. izredni seji Državnega zbora, 26. aprila 2018.

## Sestava komisije

#### Predsednik
- Anže Logar

#### Podpredsednik
- Bojan Kranjc

#### Člani:
- Marija Antonija Kovačič
- Janko Veber
- Miha Kordiš
- Jernej Vrtovec
- Bojan Dobovšek

#### Namestniki članov:
- Ksenija Korenjak Kramar
- Marko Pogačnik
- Uroš Prikl
- Marija Bačič
- Luka Mesec
- Jožef Horvat
- Mirjam Bon Klanjšček